# Zerobaseone
Zerobaseone (en hangul, 제로베이스원; romanización revisada, Jerobeiseuwon), estilizado en mayúsculas y abreviado como ZB1, es un grupo masculino surcoreano formado en 2023 mediante el programa Boys Planet; su periodo de actividad será de dos años y seis meses. Es manejado por la compañía WakeOne. Está compuesto por nueve integrantes: Kim Ji-woong, Zhang Hao, Sung Han-bin, Seok Matthew, Ricky, Kim Tae-rae, Kim Gyu-vin, Park Gun-wook y Han Yu-jin. Debutó el 10 de julio de 2023 con el EP Youth in the Shade.

## Nombre
Zerobaseone representa el «recorrido de nueve aprendices que se completó como uno solo después de su debut». Hace referencia al «glorioso comienzo» de los nueve integrantes, empezando desde cero (0) y culminando con uno (1). También implica el compromiso de los miembros para compartir el viaje inacabado del grupo con sus fanáticos, desde cero hasta uno.

## Historia

### Formación medianteBoys Planet
Zerobaseone se formó mediante el programa de telerrealidad Boys Planet, de la cadena Mnet, que inició el 2 de febrero de 2023 y se emitió hasta el 20 de abril del mismo año. Participaron 98 concursantes, provenientes de Corea del Sur, China, Hong Kong, Taiwán, Japón, Tailandia, Vietnam, Estados Unidos y Canadá, para competir y debutar en un grupo multinacional; pero solo los primeros nueve serían parte de la alineación final. Todos los integrantes se anunciaron en el último episodio, que se transmitió en vivo el 20 de abril de 2023.
Antes de aparecer en el programa, algunos miembros ya tenían experiencia en la industria del entretenimiento. En marzo de 2013, Zhang Hao y un nuevo miembro de la banda de chicos NU'EST y aparecieron en la segunda temporada de K-pop Star en 2012. Kim Ji-woong fue productor de YG Entertainment y para producir en 2014 la canción enamorada del grupo de chicas surcoreanas llamada 2NE1. En 2021, Park Gun-wook compitió en el programa Wild Idol; sin embargo, no formó parte del grupo TAN.

### 2023: Debut conYouth in the ShadeyMelting Point
En abril de 2023, WakeOne anunció que Zerobaseone empezaría a prepararse para debutar a mediados de año. El 14 de mayo, ZB1 publicó el video promocional Youth in Shade después de completar su primer evento como grupo en el festival KCON Japan 2023. El clip incluía a dos miembros, Zhang Hao y Sung Han-bin. Posteriormente, el 26 de mayo, la compañía confirmó que el grupo debutaría en julio de 2023.

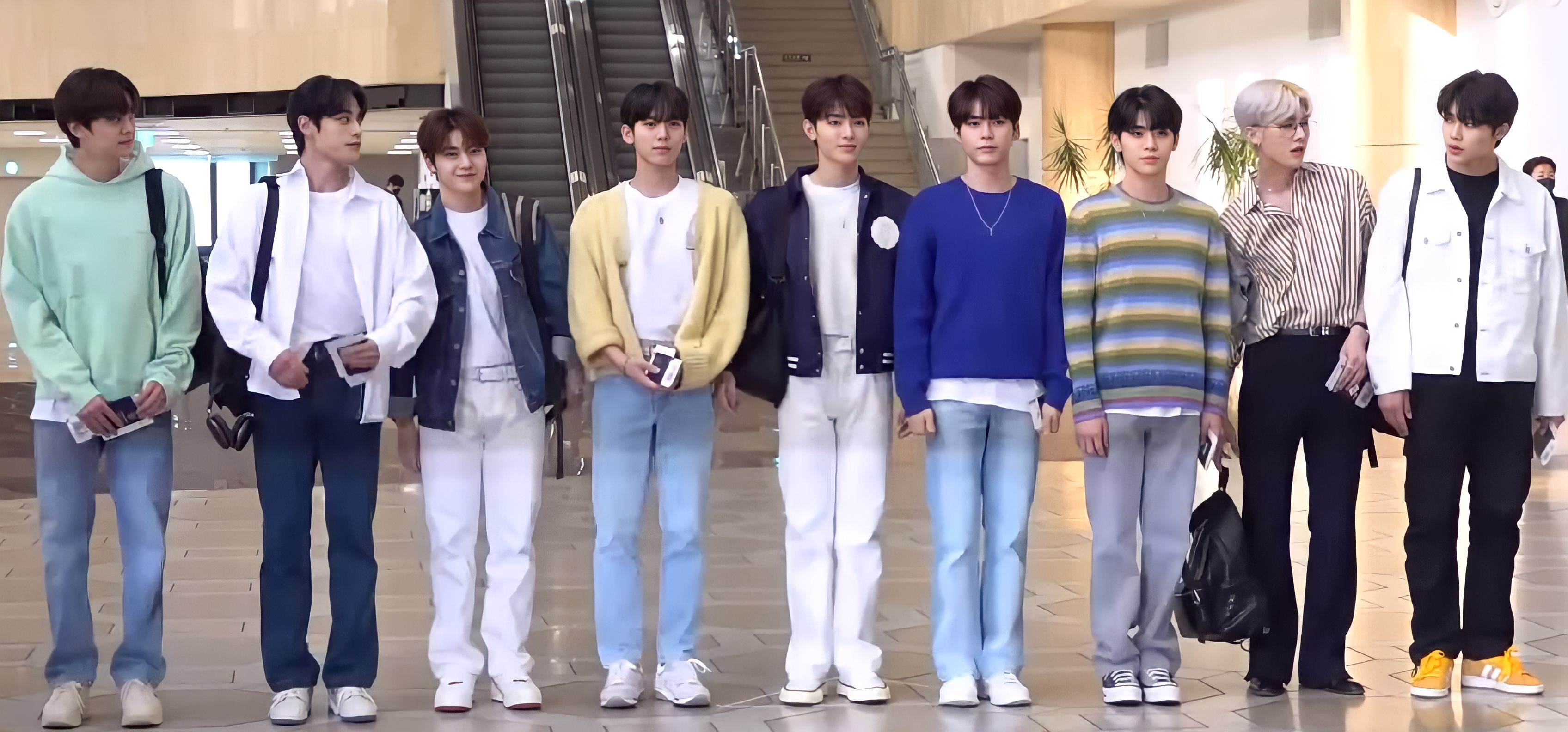
Zerobaseone en el Aeropuerto Internacional de Gimpo rumbo al festival KCON Japan 2023
.

Mnet transmitió el reality show previo al debut del grupo, Camp Zerobaseone, cada jueves desde el 22 de junio hasta el 6 de julio de 2023. El 26 de junio, el distribuidor Genie Music anunció que las ventas del álbum habían superado las 780 000 unidades en cinco días, y hasta el 4 de julio informó que la cifra alcanzó 1.08 millones, por lo que se convirtió en el álbum debut de un artista de K-pop con mayor número de pedidos anticipados. Zerobaseone debutó oficialmente el 10 de julio con el EP Youth in the Shade; ocho días después obtuvo su primera victoria en un programa musical en The Show. El grupo realizó su primer concierto el 15 de agosto en el estadio Gocheok Sky Dome ante una audiencia de 18 000 personas.
El 20 de agosto, WakeOne publicó un video en el que se reveló que Zerobaseone lanzaría su segundo EP en noviembre. El 6 de octubre, se anunció que el segundo EP del grupo sería Melting Point y que saldría a la venta el 6 de noviembre. El 26 de octubre, el álbum acumuló más de 1.7 millones de órdenes, mientras que en la primera semana tras su lanzamiento se reportó que vendió más de 2 millones de copias; esto los convirtió en el primer grupo de K-pop en conseguir este récord en el año de su debut.

### 2024–presente: Debut en Japón yYou Had Me at Hello
El 7 de marzo, Zerobaseone lanzó su primer sencillo en japonés «Yura Yura (Unmei no Hana)» (ゆらゆら -運命の花-?) junto con su video musical. Fue un éxito comercial, ya que estableció un récord para el mayor número de ventas de un sencillo debut en Japón para un artista de K-pop, con más de 187 000 copias. Alcanzó el primer lugar en la lista Oricon Weekly Singles Chart con más de 302 000 unidades vendidas. Por ello, Zerobaseone se convirtió en el primer artista extranjero en comercializar más de 300 000 copias en la primera semana con su sencillo debut en japonés.
El 31 de marzo, Zerobaseone reveló el adelanto «Summer Came Early» al final de su presentación en el festival KCON 2024 en Hong Kong y anunció que su nuevo álbum saldría al mercado en mayo de 2024. Posteriormente se reportó que el título del EP sería You Had Me at Hello y se publicaría el 13 de mayo, precedido por el lanzamiento del sencillo promocional «Sweat» el 24 de abril.

## Publicidad
El 13 de julio de 2023, se anunció que los miembros de Zerobaseone serían los modelos de Bring Green, una marca surcoreana de cuidado de la piel.

## Integrantes
- Kim Ji-woong (김지웅)
- Zhang Hao (章昊; 장하오)
- Sung Han-bin (성한빈) – líder[32]
- Seok Matthew (석매튜)
- Kim Tae-rae (김태래)
- Ricky (沈泉锐; 리키)
- Kim Gyu-vin (김규빈)
- Park Gun-wook (박건욱)
- Han Yu-jin (한유진)

## Discografía

### EPs
| 2023                                                                                   | Youth in the Shade - Lanzamiento: 10 de julio de 2023 - Discográfica: WakeOne - Formato: CD, descarga digital, streaming | 1 | 12 | 2 | - KMCA: 2× Millón | - COR: 2 037 790 - JPN: 102 799 |
| 2023                                                                                   | Melting Point - Lanzamiento: 6 de noviembre de 2023 - Discográfica: WakeOne - Formato: CD, descarga digital, streaming   | 2 | 31 | 2 | - KMCA: Millón    | - COR: 1 869 783                |
| 2024                                                                                   | You Had Me at Hello - Lanzamiento: 13 de mayo de 2024 - Discográfica: WakeOne - Formato: CD, descarga digital, streaming | 1 | 23 | 1 |                   | - COR: 1 420 773                |
| 2024                                                                                   | Cinema Paradise - Lanzamiento: 26 de agosto de 2024 - Discográfica: WakeOne - Formato: CD, descarga digital, streaming   | 1 | 69 | 4 | - KMCA: Millón    | - COR: 1 109 520                |
| «—» indica que el álbum no alcanzó posición alguna o no fue lanzado en ese territorio. | |   |    |   |                   |                                 |

### Sencillos
| Año                                                                                | Título                                    | Posición más alta | Posición más alta | Posición más alta | Posición más alta | Álbum                        |
| Año                                                                                | Título                                    | COR               | COR               | EUA World         | JPN               | Álbum                        |
| Año                                                                                | Título                                    | Circle            | Songs             | EUA World         | JPN               | Álbum                        |
| ---------------------------------------------------------------------------------- | ----------------------------------------- | ----------------- | ----------------- | ----------------- | ----------------- | ---------------------------- |
| 2023                                                                               | «In Bloom»                                | 38                | 7                 | —                 | 22                | Youth in the Shade           |
| 2023                                                                               | «Crush»                                   | 88                | 24                | —                 | 65                | Melting Point                |
| 2024                                                                               | «Yura Yura (Unmei no Hana)»               | —                 | —                 | —                 | 3                 | Sin álbum                    |
| 2024                                                                               | «Sweat» (스웨트)                          | —                 | —                 | —                 | —                 | You Had Me at Hello          |
| 2024                                                                               | «Feel the Pop»                            | 82                | —                 | —                 | —                 | You Had Me at Hello          |
| 2024                                                                               | «Feel the Pop» (versión en japonés)       | —                 | —                 | —                 | 62                | Sin álbum                    |
| 2024                                                                               | «Good So Bad»                             | 39                | 19                | —                 | —                 | Cinema Paradise              |
| 2024                                                                               | «Good So Bad» (versión en japonés)        | —                 | —                 | —                 | 39                | Sin álbum                    |
| 2024                                                                               | «Reaching for You» (내일의 너에게 닿기를) | —                 | —                 | —                 | —                 | Love Next Door OST           |
| 2024                                                                               | «Only One Story»                          | —                 | —                 | —                 | —                 | Pokémon: Rayquaza Rising OST |
| «—» indica que el sencillo no alcanzó posición alguna o no fue lanzado en el país. |                                           |                   |                   |                   |                   |                              |

### Otras canciones
| Año                                                                                | Título                  | Posición más alta | Posición más alta | Álbum              |
| Año                                                                                | Título                  | COR               | COR               | Álbum              |
| Año                                                                                | Título                  | Circle            | Songs             | Álbum              |
| ---------------------------------------------------------------------------------- | ----------------------- | ----------------- | ----------------- | ------------------ |
| 2023                                                                               | «Back to Zerobase»      | 195               | —                 | Youth in the Shade |
| 2023                                                                               | «New Kidz on the Block» | 140               | 20                | Youth in the Shade |
| 2023                                                                               | «And I» (우주먼지)      | 162               | 25                | Youth in the Shade |
| 2023                                                                               | «Our Season»            | 180               | —                 | Youth in the Shade |
| 2023                                                                               | «Always»                | —                 | —                 | Youth in the Shade |
| 2023                                                                               | «Melting Point»         | 197               | —                 | Melting Point      |
| «—» indica que el sencillo no alcanzó posición alguna o no fue lanzado en el país. |                         |                   |                   |                    |

## Filmografía

### Televisión
| Año  | Programa         | Notas                                                  | Ref    |
| ---- | ---------------- | ------------------------------------------------------ | ------ |
| 2023 | Boys Planet      | Programa para determinar a los miembros de Zerobaseone | [ 47 ] |
| 2023 | Camp Zerobaseone | Programa de telerrealidad previo al debut              | [ 48 ] |

## Giras musicales

### Zerobaseone The First Tour "Timeless World"
| Fecha                    | Ciudad   | País          | Lugar                        | Asistencia |
| ------------------------ | -------- | ------------- | ---------------------------- | ---------- |
| 20 de septiembre de 2024 | Seúl     | Corea del Sur | KSPO Dome                    |            |
| 21 de septiembre de 2024 | Seúl     | Corea del Sur | KSPO Dome                    |            |
| 22 de septiembre de 2024 | Seúl     | Corea del Sur | KSPO Dome                    |            |
| 28 de septiembre de 2024 | Singapur | Singapur      | Estadio Cubierto de Singapur |            |
| 5 de octubre de 2024     | Bangkok  | Tailandia     | Imapct Exhibition Hall 5-6   |            |
| 12 de octubre de 2024    | Manila   | Filipinas     | SM Mall of Asia Arena        |            |
| 26 de octubre de 2024    | Yakarta  | Indonesia     | ICE BSD City Hall 5-6        |            |
| 2 de noviembre de 2024   | Macao    | China         | Galaxy Arena                 |            |
| 3 de noviembre de 2024   | Macao    | China         | Galaxy Arena                 |            |
| 29 de noviembre de 2024  | Aichi    | Japón         | Aichi Sky Expo Hall A        |            |
| 30 de noviembre de 2024  | Aichi    | Japón         | Aichi Sky Expo Hall A        |            |
| 1 de diciembre de 2024   | Aichi    | Japón         | Aichi Sky Expo Hall A        |            |
| 4 de diciembre de 2024   | Kanagawa | Japón         | K-Arena Yokohoma             |            |
| 5 de diciembre de 2024   | Kanagawa | Japón         | K-Arena Yokohoma             |            |

### Festivales y otros conciertos
| Fecha                    | Evento                  | Ciudad      | País           | Lugar                        | Ref.   |
| ------------------------ | ----------------------- | ----------- | -------------- | ---------------------------- | ------ |
| 14 de mayo de 2023       | KCON                    | Chiba       | Japón          | Makuhari Messe               | [ 50 ] |
| 19 de agosto de 2023     | KCON                    | Los Ángeles | Estados Unidos | Crypto.com Arena             | [ 51 ] |
| 23 de septiembre de 2023 | Kpop Nation             | Varsovia    | Polonia        | Estadio Nacional de Varsovia | [ 52 ] |
| 15 de octubre de 2023    | M Countdown             | Nanterre    | Francia        | Paris La Défense Arena       | [ 53 ] |
| 31 de marzo de 2024      | KCON                    | Hong Kong   | Hong Kong      | AsiaWorld-Expo               | [ 54 ] |
| 20 de abril de 2024      | Music Bank              | Amberes     | Bélgica        | Sportpaleis                  | [ 55 ] |
| 11 de mayo de 2024       | KCON                    | Chiba       | Japón          | Estadio Chiba Marine         | [ 56 ] |
| 19 de mayo de 2024       | SBS Mega Concert        | Incheon     | Corea del Sur  | Estadio Munhak               | [ 57 ] |
| 2 de junio de 2024       | K-Wave Concert Inkigayo | Incheon     | Corea del Sur  | INSPIRE Arena                | [ 58 ] |
| 21 de julio de 2024      | SBS Gayo Daejeon Summer | Incheon     | Corea del Sur  | INSPIRE Arena                | [ 59 ] |
| 28 de julio de 2024      | KCON                    | Los Ángeles | Estados Unidos | Crypto.com Arena             | [ 60 ] |
| 18 de agosto de 2024     | Summer Sonic            | Tokio       | Japón          | Makuhari Messe               | [ 61 ] |

### Fanmeetings
| Fecha                | Evento                       | Ciudad   | País          | Lugar            |
| -------------------- | ---------------------------- | -------- | ------------- | ---------------- |
| 15 de agosto de 2023 | ZEROBASEONE Fan-Con          | Seúl     | Corea del Sur | Gocheok Sky Dome |
| 23 de marzo de 2024  | ZEROBASEONE Fan-Con in Japan | Yokohama | Japón         | K-Arena Yokohama |
| 24 de marzo de 2024  | ZEROBASEONE Fan-Con in Japan | Yokohama | Japón         | K-Arena Yokohama |
| 25 de marzo de 2024  | ZEROBASEONE Fan-Con in Japan | Yokohama | Japón         | K-Arena Yokohama |

## Premios y nominaciones
| Premiación                  | Año  | Categoría                                        | Nominado/trabajo   | Resultado | Ref.          |
| --------------------------- | ---- | ------------------------------------------------ | ------------------ | --------- | ------------- |
| Asia Artist Awards          | 2023 | Novato del año                                   | Zerobaseone        | Ganador   | [ 62 ]        |
| Asia Artist Awards          | 2023 | Premio al mejor músico                           | Zerobaseone        | Ganador   | [ 63 ]        |
| Asia Artist Awards          | 2023 | Premio a la popularidad – Cantante (Masculino)   | Zerobaseone        | Nominado  | [ 64 ]        |
| Asian Pop Music Awards      | 2023 | Mejor artista nuevo (Extranjero)                 | Zerobaseone        | Ganador   | [ 65 ]        |
| Circle Chart Music Awards   | 2023 | Novato del año - Álbum                           | Youth in the Shade | Ganador   | [ 66 ]        |
| Circle Chart Music Awards   | 2023 | Artista del año – Álbum                          | Youth in the Shade | Nominado  | [ 67 ]        |
| Circle Chart Music Awards   | 2023 | Novato del año – Oyentes únicos streaming        | «In Bloom»         | Nominado  | [ 68 ]        |
| Circle Chart Music Awards   | 2023 | Novato del año – Streaming global                | «In Bloom»         | Nominado  | [ 68 ]        |
| Circle Chart Music Awards   | 2023 | Premio a la elección global Mubeat – Masculino   | Zerobaseone        | Nominado  | [ 69 ]        |
| The Fact Music Awards       | 2023 | Premio al próximo líder                          | Zerobaseone        | Ganador   | [ 70 ]        |
| The Fact Music Awards       | 2023 | Fan N Star Choice – Grupo                        | Zerobaseone        | Nominado  | [ 71 ]        |
| Golden Disc Awards          | 2023 | Álbum Bonsang                                    | Youth in the Shade | Ganador   | [ 72 ]        |
| Golden Disc Awards          | 2023 | Novato del año                                   | Zerobaseone        | Ganador   | [ 72 ]        |
| Golden Disc Awards          | 2023 | Álbum del año                                    | Youth in the Shade | Nominado  | [ 73 ]        |
| K-Global Heart Dream Awards | 2023 | K-Global Bonsang (Premio principal)              | Zerobaseone        | Ganador   | [ 74 ]        |
| K-Global Heart Dream Awards | 2023 | Premio K-Global al súper novato                  | Zerobaseone        | Ganador   | [ 74 ]        |
| Hanteo Music Awards         | 2024 | Artista del año (Bonsang)                        | Zerobaseone        | Ganador   | [ 75 ] [ 76 ] |
| Hanteo Music Awards         | 2024 | Novato del año – Masculino                       | Zerobaseone        | Ganador   | [ 75 ] [ 76 ] |
| MAMA Awards                 | 2023 | Artista nuevo favorito                           | Zerobaseone        | Ganador   | [ 77 ]        |
| MAMA Awards                 | 2023 | Mejor artista masculino nuevo                    | Zerobaseone        | Ganador   | [ 78 ]        |
| MAMA Awards                 | 2023 | Top 10 elegido por los fanáticos a nivel mundial | Zerobaseone        | Ganador   | [ 79 ]        |
| MAMA Awards                 | 2023 | Álbum del año                                    | Youth in the Shade | Nominado  | [ 80 ]        |
| MAMA Awards                 | 2023 | Artista del año                                  | Zerobaseone        | Nominado  | [ 80 ]        |
| MAMA Awards                 | 2023 | Canción del año                                  | «In Bloom»         | Nominado  | [ 80 ]        |
| MAMA Awards                 | 2023 | Mejor interpretación de baile – Grupo masculino  | «In Bloom»         | Nominado  | [ 80 ]        |
| Melon Music Awards          | 2023 | Mejor artista nuevo                              | Zerobaseone        | Ganador   | [ 81 ]        |
| Melon Music Awards          | 2023 | Millions' Top 10 Artists                         | Youth in the Shade | Nominado  | [ 82 ]        |
| Melon Music Awards          | 2023 | Premio a la estrella favorita                    | Zerobaseone        | Nominado  | [ 82 ]        |
| Seoul Music Awards          | 2024 | Novato del año                                   | Zerobaseone        | Ganador   | [ 83 ]        |
| Seoul Music Awards          | 2024 | Premio principal (Bonsang)                       | Zerobaseone        | Ganador   | [ 83 ]        |
| Seoul Music Awards          | 2024 | Premio a la popularidad                          | Zerobaseone        | Nominado  | [ 84 ]        |
| Seoul Music Awards          | 2024 | Premio especial Hallyu                           | Zerobaseone        | Nominado  | [ 84 ]        |